# Бенджамин, Люси
Лю́си Джейн Бе́нджамин (англ. Lucy Jane Benjamin), урождённая — Бе́йкер (англ. Baker; 25 июня 1970, Рединг, Беркшир, Англия, Великобритания) — английская актриса.

## Биография
Люси Джейн Бейкер родилась 25 июня 1970 года в Рединге (графство Беркшир, Англия, Великобритания). Начав карьеру Бейкер сменила свою фамилию на Бенджамин в честь своего брата.
Люси получила образование в Мейденхеде.

## Карьера
Люси дебютировала в кино в 1982 году, сыграв роль Клодии в молодости в телесериале «Бо Гесте». В 1998—2010 года Бенджамин играла роль Лизы Фаулер в телесериале «ИстЭндерс», за которую она получила номинацию «Самая популярная актриса» премии «National Television Awards». Всего она сыграла в 23-х фильмах и телесериалах.

## Личная жизнь
С 30 марта 2006 года Люси замужем за бизнесменом Ричардом Таггартом. У супругов есть две дочери — Бесси Джо Таггарт (род.21.11.2006) и Рози Таггарт (род.13.04.2011).

## Избранная фильмография
| Год       |   | Русское название            | Оригинальное название | Роль               |
| --------- | - | --------------------------- | --------------------- | ------------------ |
| 1982      | с | Бо Гесте                    | Beau Geste            | Клодия в молодости |
| 1983      | с | Доктор Кто                  | Doctor Who            | ребёнок Найсса     |
| 1996      | с | Чисто английское убийство   | The Bill              | Ингрид             |
| 1998—2010 | с | ИстЭндерс                   | EastEnders            | Лиза Фаулер        |
| 2008      | с | Питер Кингдом вас не бросит | Kingdom               | Хезер              |